# Tallima Paap
Tallima Paap (* um 1710 in Tallima, damals Gemeinde Haanja, Livland; † 1768 in Rõuge, Livland) war ein estnischer Laienprediger.

## Leben und Wirken
Tallima Paap („Paap aus Tallima“ - die Esten der niederen Schichten erhielten erst im 19. Jahrhundert Familiennamen) stammte aus bäuerlichen Verhältnissen. Zwischen 1730 und 1742 war er auf verschiedenen Gütern in Virumaa und Järvamaa als Gutsaufseher tätig. Dort kam er auch mit pietistischen Ideen der Herrnhuter in Berührung.
1742 ging der charismatische Paap in seine Heimat zurück. Dort predigte er im Gebiet des heutigen Südestland zur estnischen Landbevölkerung. Er sah sich selbst in der Nachfolge Christi und seiner Jüngern und rief sich zum Propheten aus. Zu seinen radikalen Ideen zählte die Forderung, dass sich der Mensch vollständig von seinen Sünden lösen müsse. Er lehnte das Rauchen und Fluchen ab, forderte (auch von Eheleuten) den vollständigen Verzicht auf Geschlechtsverkehr und weitestgehende Askese und geißelte sich und andere mit dem Ziel der Läuterung.
Paap und seine teilweise fanatischen Anhänger betonten als christliche Kernbotschaft, dass alle Menschen Brüder seien. Auch alles Eigentum gehöre ihnen gemeinsam. Damit stellte Paap die bestehenden Eigentumsverhältnisse in Estland und Livland in Frage, die von der feudalen deutschbaltischen Oberschicht dominiert wurden. Die estnischen- und livländischen Bauern waren immer noch Unfreie. Gerade die Verbindung von religiöser Erweckung und der Kritik an sozialen Missständen ließen Paaps Ideen bei der Landbevölkerung auf fruchtbaren Boden fallen.
Der sozialrevolutionäre Ansatz beunruhigte die herrschenden Schichten in Estland. 1742 nahmen ihn die zaristischen Behörden fest, klagten ihn vor dem Landgericht in Tartu an und inhaftierten ihn zusammen mit etwa fünfzig Anhängern. Im November 1742 erklärte die Livländische Ritterschaft die Lehren für illegal. 1743 verbot die russische Zarin Elisabeth die Aktivitäten der Herrnhuter in ihrem Herrschaftsgebiet und ließ ihre Schriften verbrennen.
Erst 1745 wurde Paap amnestiert. Er trat danach nicht mehr öffentlich in Erscheinung.